# Honkbalteam van de Britse Maagdeneilanden

Vlag van de Britse Maagdeneilanden.

Het honkbalteam van de Britse Maagdeneilanden is het nationale honkbalteam van de Britse Maagdeneilanden. Het team vertegenwoordigt de eilandengroep tijdens internationale wedstrijden. Het honkbalteam hoort bij de Pan-Amerikaanse Honkbal Confederatie (COPABE). 